# وورثي دي يونج
وورثي دي يونج (بالهولندية: Worthy de Jong)‏ مواليد 14 مارس 1988، هو لاعب كرة سلة هولندي يلعب في الدوري الهولندي لكرة السلة ويحمل الرقم 6. يبلغ طوله 6 قدم 4 بوصة (1.9 م). مثّل منتخب هولندا لكرة السلة.

## روابط خارجية
- وورثي دي يونج على موقع الاتحاد الدولي لكرة السلة (الإنجليزية)
- وورثي دي يونج على موقع fiba3x3.com (الإنجليزية)
- وورثي دي يونج على موقع كرة السلة الأوروبية.كوم (الإنجليزية)
- وورثي دي يونج على موقع ريلجم (الإنجليزية)
- وورثي دي يونج على موقع بروبوليرز (الإنجليزية)
- وورثي دي يونج على موقع اللجنة الأولمبية الدولية (الإنجليزية)